# Льюїс Састре
Льюїс Састре (ісп. Lluís Sastre, нар. 26 березня 1986, Бініссалем) — іспанський футболіст, що грав на позиції півзахисника.
Виступав, зокрема, за клуб «Реал Вальядолід», а також юнацьку збірну Іспанії.

## Клубна кар'єра
Народився 26 березня 1986 року в місті Бініссалем. Вихованець футбольної школи клубу «Барселона».
У дорослому футболі дебютував 2005 року виступами за команду «Барселона C», в якій провів один сезон, взявши участь у 31 матчі чемпіонату. 
Згодом з 2005 по 2012 рік грав у складі команд «Барселона Б» та «Уеска».
Своєю грою за останню команду привернув увагу представників тренерського штабу клубу «Реал Вальядолід», до складу якого приєднався 2012 року. Відіграв за вальядолідський клуб наступні три сезони своєї ігрової кар'єри.
Протягом 2015—2021 років захищав кольори клубів «Леганес», «Уеска», АЕК (Ларнака) та «Гайдарабад».
Завершив ігрову кар'єру у команді «Уеска Б», за яку виступав протягом 2021—2022 років.

## Виступи за збірну
У 2005 році дебютував у складі юнацької збірної Іспанії (U-19), загалом на юнацькому рівні взяв участь у 2 іграх.